# Cleistes libonii
Cleistes libonii är en orkidéart som först beskrevs av Heinrich Gustav Reichenbach, och fick sitt nu gällande namn av Rudolf Schlechter. Cleistes libonii ingår i släktet Cleistes, och familjen orkidéer. Inga underarter finns listade i Catalogue of Life.